# Викопизано
Викопиза́но (итал. Vicopisano) — коммуна в Италии, располагается в области Тоскана, в провинции Пиза.
Население коммуны, на 01.01.2024 года, составляет 8573 человека, плотность населения ─ 319,08 чел./км². Коммуна занимает площадь 26,87 км². Почтовый индекс — 56010. Телефонный код — 050.
Покровительницей коммуны почитается Пресвятая Богородица, празднование в первое воскресение октября.

## Экономика
С давних времён сельское хозяйство было наиболее интересным занятием для населения, по всему региону (особенно в XVI веке) было развито производство шёлка, который производился на флорентийских мануфактурах. В то же время города вдоль Арно занимались речными перевозками с использованием навичелло.

## Демография
Динамика населения:

## Известные уроженцы
- Альбицци, Бартоломей (около 1300—1361) — итальянский агиограф.
- Гвидо да Вико
- Морикотти Приньяни, Франческо
- Морикотти, Эррико
- Таккола, Джулиано

## Администрация коммуны
- Официальный сайт: http://www.viconet.it/